# Ривертон (Вајоминг)
Ривертон (енгл. Riverton) град је у америчкој савезној држави Вајоминг.

## Демографија
По попису из 2010. године број становника је 10.615, што је 1.305 (14,0%) становника више него 2000. године.
| Група             | 2000.         | 2010.         |
| Белци             | 7.736 (83,1%) | 8.354 (78,7%) |
| Афроамериканци    | 16 (0,2%)     | 50 (0,5%)     |
| Азијати           | 44 (0,5%)     | 35 (0,3%)     |
| Хиспаноамериканци | 660 (7,1%)    | 956 (9,0%)    |
| Укупно            | 9.310         | 10.615        |